# La Place d'un autre
Pour plus de détails, voir Fiche technique et Distribution.
La Place d'un autre est un film français réalisé par René Féret en 1993

## Synopsis
À la suite du décès de son père et d'un accident de voiture qui cause la mort d'un jeune homme, Thomas fait une grave dépression qui le mène à une tentative de suicide. Après un bref passage dans l'hôpital psychiatrique d'Armentières, il décide de remonter sur scène.

## Fiche technique
- Réalisation : René Féret
- Scénario et dialogues : René Féret
- Production : René Féret (directeurs de production : Fabienne Camara, Eric Trotta).
- Distribution : Les Films Alyne
- Image : Gilberto Azevedo
- Son : Christine Charpail, Franck Flies
- Mixage : Claude Villand
- Costumes : Patricia Rabourdin
- Décors : José Froment
- Montage : Sabine Emiliani, Fabienne Camara
- Musique : Arnold Schönberg, Didier Melaye
- Genre : drame
- Durée : 86 minutes
- Année de production : 1993
- Date de sortie : 17 novembre 1993[2]
- Format : 35 mm - 1,85:1
- Son : Dolby SR

## Distribution
- Cécile Bois : Marie
- Samuel Le Bihan : Thomas
- Philippe Clévenot : le père de Thomas
- Suzy Rambaud : la mère de Thomas
- Elsa Zylberstein : Florence
- Frédéric Graziani : Laurent
- Marie-Dominique Toussaint : Clarisse
- Sonja Saurin : Cécile
- Jacques Bonnaffé : le docteur Vanacker
- Sophie Dalézio : le docteur Moureau
- Philippe Peltier : le docteur Petro
- René Pillot : le docteur Attias
- Michèle Gleizer : Mère du blessé
- Frédéric Hulné : Quentin